# Sebastian Nerz

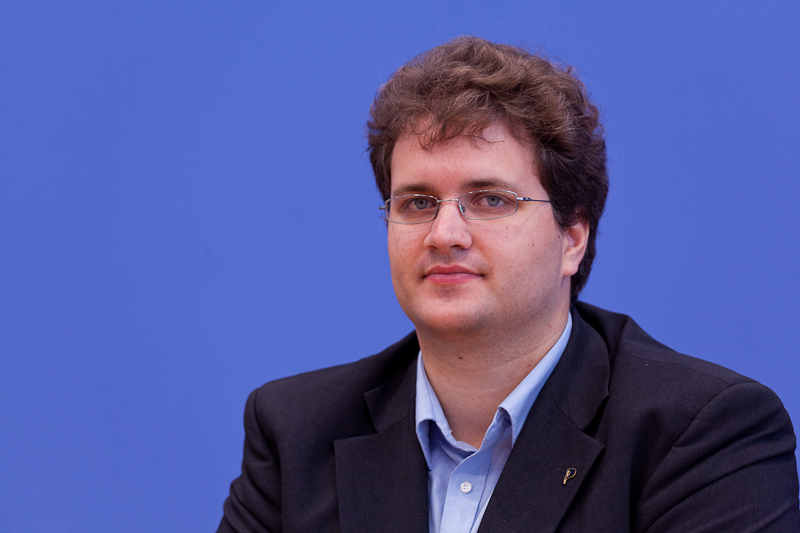
Sebastian Nerz

Sebastian Matthias Nerz (n. 13 iulie 1983, Reutlingen, Germania) este un om politic și bioinformatician german, lider al Partidului Piraților din Germania (PIRATEN). Nerz a studiat bioinformatica la Universitatea Eberhard Karl.